# Dysaphis pyri
Dysaphis pyri är en insektsart som först beskrevs av Boyer de Fonscolombe 1841.  Dysaphis pyri ingår i släktet Dysaphis och familjen långrörsbladlöss. Inga underarter finns listade i Catalogue of Life.

## Bildgalleri

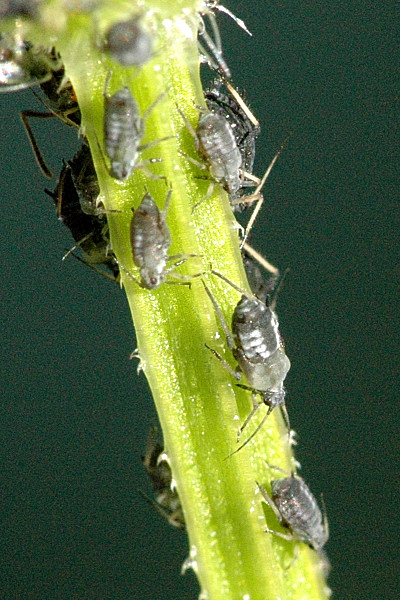